# Liste der Naturschutzgebiete in der Stadt Augsburg
In der Stadt Augsburg gibt es zwei Naturschutzgebiete. Zusammen nehmen sie eine Fläche von etwa 2.170 Hektar ein.
| Name                          | Bild | Kennung                   | Einzelheiten                                                                                           | Position | Fläche Hektar | Datum |
| ----------------------------- | ---- | ------------------------- | --- | -------- | ------------- | ----- |
| Firnhaberauheide              |      | NSG-00470.01 WDPA: 163103 | Augsburg "Schotterheiderest des ehemals ausgedehnten Lechheidegebietslandschaft im Unteren Lechgrieß." | ⊙        | 14,65         | 1984  |
| Stadtwald Augsburg            |      | NSG-00469.01 WDPA: 30121  | Augsburg, Merching Größter zusammenhängender Auwaldbestand am Lech mit großer Biotopdichte.            | ⊙        | 2.160,48      | 1994  |
| Legende für Naturschutzgebiet |      |                           | |          |               |       |